# Ángel Escobar
Ángel Rubén Escobar Rivas (La Sabana, estado Vargas - 12 de mayo de 1965) es un ex campocorto venezolano y bateador ambidiestro de las Grandes Ligas de Béisbol que jugó para los San Francisco Giants en su temporada de 1988.
Fue firmado como novato por San Francisco en 1983,  y fue asignado a la filial Great Falls Giants a los 18 años de edad. Estuvo 7 temporadas en las ligas menores del equipo de la bahía y dejó números de .244 /.347.315.
En 1988 tuvo la oportunidad de debutar en el equipo grande en un partido contra los Philadelphia Phillies, en el Candlestick Park, cuando ingresó, como bateador designado, por el lanzador Randy Bockus en la parte baja de la quinta entrada. En su primer y segundo turno en las mayores enfrentó al lanzador Kevin Gross y fue puesto out con un rodado por el campocorto y con línea atrapada por el jardinero izquierdo. Fue en su tercera oportunidad al bate, frente al mismo Gross, que logró conectar su primer y único imparable en Grandes Ligas, una línea que cayó entre el jardinero central, Milt Thompson y el jardinero izquierdo, Phil Bradley. Los Gigantes perdieron el juego 8 carreras por 1.
Días después, en un partido frente a los New York Mets, en el Shea Stadium, recibió su segunda oportunidad en el béisbol mayor, cuando ingresó como corredor emergente por el receptor Bob Brenlly, que había conectado un sencillo al centro y había podido alcanzar la tercera base por un batazo del campocorto dominicano José Uribe. El juego estaba igualado a dos carreras y Escobar representó la de irse arriba cuando, por su velocidad, anotó con un rodado por el campocorto de Harry Spilman, Los Gigantes ganaron el partido 5-3.
En su breve trayecto por MLB, Escobar bateó .333 (1 de 3) con una carrera anotada en tres juegos.
En la Liga Venezolana de Béisbol Profesional, debutó con 17 años de edad en la temporada 82-83. Escobar militó 7 temporadas con los Navegantes de Magallanes, con quienes disputó 294 juegos, tomó 1.049 turnos, anotó 149 carreras, conectó 250 hits, y dejó un promedio al bate de .240. Para la campaña, 1991-1992 fue cambiado a los Petroleros de Cabimas, y tuvo una destacada actuación que le hizo merecedor del premio al Regreso del Año. Su última temporada la disputó en las Águilas del Zulia, equipo con el que se retiró en 1994.
Posterior a su retiro como pelotero profesional, Escobar tuvo oportunidad de ejercer como instructor de bateo de los VSL Mariners. También fue buscador de talentos para los Boston Red Sox, logrando la firma de los prospectos Jhonathan Díaz y Dedgar Jiménez.
Ángel Escobar es primo de los también beisbolistas de Grandes Ligas José Escobar, Alcides Escobar y Kelvim Escobar.